# Paroisse des Rapides
La paroisse des Rapides (anglais : Rapides Parish) est située dans l'État américain de la Louisiane. Son siège est à Alexandria. Selon le recensement de 2000, sa population est de 126 337 habitants. Elle a une superficie de 3 425 km² de terre émergée et 102 km² d’eau.   
La paroisse est enclavée entre la paroisse de Grant au nord, la paroisse de La Salle au nord-est, la paroisse des Avoyelles à l'est, la paroisse d'Evangeline au sud-est, la paroisse d'Allen au sud-ouest, la paroisse de Vernon à l'ouest, et la paroisse des Natchitoches au nord-ouest.  

## Démographie
Lors du recensement de 2000, les 126 337 habitants de la paroisse se divisaient en 66,51 % de « Blancs », 30,43 % de « Noirs » et d’Afro-Américains, 0,86 % d’Asiatiques, 0,74 % d’Amérindiens, ainsi que 0,42 % de non-répertoriés ci-dessus et 1,01 % de personnes métissées.
La paroisse comptait 1,86 % qui parle le français ou le français cadien à la maison, soit 2 189 personnes parlant au moins une fois par jour la « langue de Molière ». 

## Communautés
| - Alexandria - Ball - Boyce | - Cheneyville - Deville - Forest Hill | - Glenmora - Lecompte - Libuse | - McNary - Pineville - Woodworth |